# Biru (häradshuvudort i Kina, Tibet Autonomous Region, lat 31,48, long 93,68)
Biru (kinesiska: 比如, Biruxiong, 比如雄, 比如镇) är en häradshuvudort i Kina. Den ligger i den autonoma regionen Tibet, i den sydvästra delen av landet, omkring 320 kilometer nordost om regionhuvudstaden Lhasa. Antalet invånare är 10 709. Befolkningen består av 4 845 kvinnor och 5 864 män. Barn under 15 år utgör 28,0 %, vuxna 15-64 år 67 %, och äldre över 65 år 3,0 %.
Runt Biru är det mycket glesbefolkat, med 4 invånare per kvadratkilometer. Närmaste större samhälle är Biruxong, 11,6 km sydväst om Biru. Trakten runt Biru består i huvudsak av gräsmarker.
Genomsnittlig årsnederbörd är 957 millimeter. Den regnigaste månaden är juli, med i genomsnitt 214 mm nederbörd, och den torraste är december, med 4 mm nederbörd.